# 予算決算及び会計令
予算決算及び会計令（よさんけっさんおよびかいけいれい）は、会計法の施行令としての性格を有する勅令であり、国による歳入徴収、支出、支出負担行為、契約等について規定している。法令番号は昭和22年勅令第165号、1947年（昭和22年）4月30日に公布された。日本国憲法施行の際現に効力を有する勅令の規定の効力等に関する政令（昭和22年政令第14号） 第1項により日本国憲法施行後もなお政令と同一の効力を有する。略称は予決令（よけつれい）。
財務省主計局法規課および理財局国庫課が所管し、日本銀行業務局国庫業務課と連携して執行にあたる。

## 構成
- 第一章　総則 
  - 第一節　定義（第1条）
  - 第二節　会計年度所属区分（第1条の2・第2条）
  - 第三節　出納整理期限（第3条 - 第7条）
- 第二章　予算
  - 第一節　予算の作成（第8条 - 第15条）
  - 第二節　予算の執行（第16条 - 第18条）
  - 第三節　支出負担行為の実施計画（第18条の2 - 第18条の8）
  - 第四節　支払計画（第18条の9 - 第18条の15）
- 第三章　決算（第19条 - 第23条）
- 第四章　予算の繰越等（第24条 - 第25条の5）
- 第五章　収入
  - 第一節　徴収（第26条 - 第30条）
  - 第二節　収納（第31条・第32条）
  - 第三節　返納金の戻入（第33条 - 第35条）
  - 第四節　報告（第36条・第37条）
- 第六章　支出負担行為及び支出 
  - 第一節　支出負担行為（第38条 - 第39条の2）
  - 第二節　支出負担行為の確認又は認証（第39条の3 - 第39条の8）
  - 第三節　支出総則（第40条 - 第44条）
  - 第四節　小切手等の振出し（第45条 - 第50条）
  - 第五節　支出の特例（第51条 - 第60条）
  - 第六節　支払（第61条 - 第63条）
  - 第七節　報告（第64条 - 第67条）
- 第七章　契約 
  - 第一節　総則（第68条・第69条）
  - 第二節　一般競争契約
    - 第一款　一般競争参加者の資格（第70条 - 第73条）
    - 第二款　公告及び競争（第74条 - 第82条）
    - 第三款　落札者の決定等（第83条 - 第93条）

  - 第三節　指名競争契約（第94条 - 第98条）
  - 第四節　随意契約（第99条 - 第99条の6）
  - 第五節　契約の締結（第100条 - 第100条の4）
  - 第六節　契約の履行（第101条 - 第101条の10）
  - 第七節　雑則（第102条 - 第102条の5）
- 第八章　国庫金及び有価証券
  - 第一節　保管金及び有価証券（第103条 - 第105条）
  - 第二節　国庫金の出納（第106条・第107条）
  - 第三節　日本銀行の計算報告及び出納証明（第108条 - 第110条）
- 第九章　出納官吏
  - 第一節　総則（第111条 - 第114条）
  - 第二節　責任（第115条・第115条の2）
  - 第三節　検査及び証明（第116条 - 第127条）
- 第十章　帳簿（第128条 - 第139条）
- 第十一章　雑則（第139条の2 - 第144条）
- 附則